# Клебе, Гизелер
Гизе́лер Во́льфганг Кле́бе (нем. Giselher Wolfgang Klebe; 6 августа 1925, Мангейм, Баден-Вюртемберг, Германия — 5 октября 2009, Детмольд, Северный Рейн-Вестфалия, Германия) — немецкий композитор и педагог. Член Академий искусств в Гамбурге (1963) и Западном Берлине (1964).

## Биография
В 1932 году семья переехала в Мюнхен, где Гизелер Клебе последовательно учился в частной школе, гимназии и институте. В Мангейме брал уроки скрипичной игры у Мелани Михаэлис. Некоторое время жил в Ростоке. С 1938 года — в Берлине, где в 1941—1951 годах учился по классу скрипки, альта и композиции, в частности, с 1946 у Бориса Блахера, чью серийную технику и принцип так называемых варьируемых метров применял в своих сочинениях. Писал музыку для рок-групп. С 1957 преподавал в Северо-3ападной музыкальной академии в Детмольде, в которой в 1962 году становится профессором. Среди его учеников был Маттиас Пинчер.

## Сочинения
- опера «Разбойники» / Die Räuber (по Шиллеру, 1957, Дюссельдорф)
- опера «Убийство Цезаря» / Die Ermordung Cäsars (по Шекспиру, 1959, Эссен)
- опера «Смертельные желания» / Die tödlichen Wünsche (по Бальзаку, 1959)
- опера «Алкмена» / Alkmene (по Клейсту, 1961, Берлин)
- опера «Развод Фигаро» / Figaro läßt sich scheiden (по Хорвату, 1963, Гамбург)
- опера «Якобовский и полковник» / Jakobowsky und der Oberst (по Верфелю, 1965, Гамбург)
- опера «Сказка о прекрасной лилии» / Das Märchen von der schönen Lilie (по Гёте, 1969)
- опера «Рандеву» / Das Rendezvous (1977, Ганновер)
- опера «Ночное признание» / Die Fastnachtsbeichte (по Цукмайеру, 1983, Дармштадт)
- опера «Жервеза Маккар» / Gervaise Macquart (по Золя, 1995)
- опера «Возвращение Хлестакова» / Chlestakows Wiederkehr (по «Ревизору» Гоголя на собственное либретто, 2008, Дортмунд)
- балет «Па де труа» / Pas de Trois (1951, Висбаден)
- балет «Сигнал» / Signale (1956, Берлин)
- балет / Menagérie (по «Лулу» Ведекинда, 1958, Западный Берлин)
- кантата История о весёлом музыканте / Die Geschichte vom lustigen Musikanten (1948)
- Stabat Mater (1964)
- симфония № 1 для 42 струнных (1953)
- симфония № 2 с темой Моцарта (1953)
- симфония № 3 симфония (1966)
- симфония № 4 симфония Завещание Вийона / Villons Testament (1971)
- двойной концерт для скрипки и виолончели с оркестром (1954)
- «Дифирамбы» для струнного квартета к 75-летию Стравинского (1957)
- фортепианный квинтет «Quasi una fantasia» (1967)
- концерт для шести инструментов (кларнета, клавесина, арфы, контрабаса и ударных) (1965)

## Награды
- орден «За заслуги перед ФРГ»